# 埃克伊
埃克伊（法語：Écueil，法語發音：[ekœj] ⓘ）是法国马恩省的一个市镇，属于兰斯区。

## 地理
埃克伊（49°11'10"N, 3°57'10"E）面积7.03 平方千米，位于法国大東部大區马恩省，该省份为法国东北部内陆省份，北起阿登省，西北接埃纳省，西南接塞纳-马恩省，南至奥布省，东南接上马恩省，东临默兹省。
与埃克伊接壤的市镇（或旧市镇、城区）包括：伯扎讷、沙姆里、马尔福、楠特伊拉福雷、普尔西、萨西、维莱欧讷。

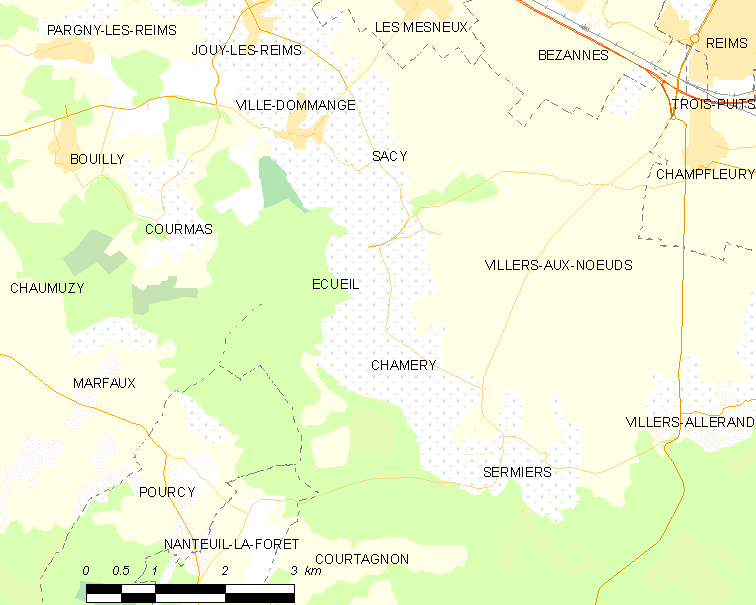
埃克伊的OSM定位图

埃克伊的时区为UTC+01:00、UTC+02:00（夏令时）。

## 行政
埃克伊的邮政编码为51500，INSEE市镇编码为51225。

## 政治
埃克伊所属的省级选区为菲姆-兰斯山县。

## 人口

1962-2008年间埃克伊人口变化图示

埃克伊于2022年1月1日时的人口数量为349人。